# Totxo
Un totxo és una peça massissa d'argila cuita al forn. És més gruixut que el maó ordinari, fa cinc centímetres o més de gruix. És una peça de construcció molt utilitzada per fer cases. Va ser inventat a Mesopotàmia fa aproximadament 4.500 anys.